# Turostowo
Turostowo – wieś w Polsce położona w województwie wielkopolskim, w powiecie gnieźnieńskim, w gminie Kiszkowo.
W latach 1954–1958 wieś należała i była siedzibą władz gromady Turostowo, po jej zniesieniu w gromadzie Kiszkowo. W latach 1975–1998 miejscowość administracyjnie należała do województwa poznańskiego.
Turostowo leży na terenie Parku Krajobrazowego Puszcza Zielonka.